# Sonia Machanick
Sonia Machanick, née le 15 juin 1925 et morte le 12 novembre 1977, est une médecin, auteure et psychologue sud-africaine. Elle est la pionnière dans l'élaboration de nouvelles méthodes d'enseignement pour les enfants dyslexiques et présentant d'autres difficultés d'apprentissage.
Elle crée l'école Japari à Johannesbourg spécialisée dans l'enseignement aux enfants ayant des lacunes d'assimilation. 

## Biographie

### Origines et éducation
Elle est la cadette d'une famille de trois enfants nés au Cap de parents immigrés : sa mère est britannique et son père lituanien. Sa mère, Edna Annie Love Courtnall est l'une des premières femmes à obtenir un diplôme en droit en 1922 à l'Université de Londres. 
Pendant ses études en médecine à l'Université du Cap, elle lance un programme de vacances pour les étudiants en médecine afin de fournir un soutien médical dans un hôpital missionnaire du Transkei.[réf. nécessaire]
Après son diplôme en 1947, elle poursuit ses études en psychologie et commence à travailler à la clinique d'orientation infantile de son université.[réf. nécessaire]
Elle se marie au professeur de médecine Hillel Abbe Shapiro (en).

### Parcours et Hommage
Aux côtés de son époux et d’un groupe de parents engagés, elle joue un rôle décisif dans la création de Woodmead School, le premier lycée multiracial en Afrique du Sud.
Elle crée l'école Japari à Johannesburg en 1966 pour accueillir  des enfants sans distinction de race ainsi que des conférences et des stages pour les enseignants ayant des besoins spéciaux.
Elle publie des manuels intitulés (Sounds Travel Too) et d'autres guides de lecture en anglais et en afrikaans (Tom Kan Lees) ,  utilisés dans les années 1960 et 1970  pour l'enseignement de la méthode de lecture phonétique. 
A sa mort en 1977 à l’âge de 52 ans, une période d’incertitude s’ensuit, marquée notamment par le déménagement de l’établissement vers un nouveau site. Ses contributions à la recherche en pédagogie sont ensuite saluées par la Faculté de médecine d’Afrique du Sud, qui instaure en son honneur la Bourse de voyage Sonia Machanick.  La Conférence commémorative Sonia Machanick est instituée.

## Publications
- (en) « Learning disabilities in childhood - some guidelines and cautions », South African Medical Journal, vol. 47, no 25,‎ 1973, p. 1123–1125 (ISSN 0256-9574, OCLC 7211664421)
- Sounds travel too. Book 3 Book 3, Johannesburg, Meditor, 1969 (OCLC 814148630)[8]
- Sounds travel too. Book 4 Book 4, Johannesburg, Meditor, 1969 (OCLC 814148643)
- Machanick et Waddingham, Tom lees. Boek 1 Boek 1, Johannesburg, Meditor, 1975 (ISBN 978-0909077037, OCLC 814147342)
- Sounds travel too. Book 1 Book 1, London, Heinemann Educational, 1976 (ISBN 978-0435014605, OCLC 810853240)[9].
- Sounds travel too. Book 2 Book 2, London, Heinemann Educational, 1976 (ISBN 978-0435014612, OCLC 810853244).
- (en) « The management of a child with a learning disability », South African Medical Journal, vol. 48, no 17,‎ 1974, p. 753–756 (ISSN 0256-9574, OCLC 7211464655, PMID 4824141)
- Waarheen kan ek gaan? Kaapstad, Johannesburg, Pioneer Press., 1976 (OCLC 870000268)
- Where can I go?: Cape Town, Johannesburg, Meditor, 1976 (ISBN 978-0620019477, OCLC 1017265588)
- (en) I'll make me a world, Johannesbourg, Meditor, 1977, 133 p. (ISBN 9780620019491, OCLC 56480631)[10].
- (en) « People and Events », South African Medical Journal, vol. 61, no 5,‎ 1982, p. 172 (ISSN 0256-9574, OCLC 7211657348)
- (en) Dubovsky, Wainer et Feldman, « Johannes Arnoldus van Beukering; Maurice David Gelfand; Sonia Machanick: in », South African Medical Journal, vol. 53, no 14,‎ 1978, p. 563–564 (ISSN 0038-2469, OCLC 5878176183)
- (en) « Congresses and Meetings », South African Medical Journal, vol. 61, no 5,‎ 1982, p. 172 (ISSN 0256-9574, OCLC 7211459162)

## Note et Références
- (en) Cet article est partiellement ou en totalité issu de l’article de Wikipédia en anglais intitulé « Sonia Machanick » (voir la liste des auteurs).

## Liens
- Notices d'autorité :   - VIAF
  - ISNI
  - LCCN